# Bombes dels pubs de Guilford
Els atemptats amb bombes contra dos pubs de Guilford es van produir el 5 d'octubre de 1974, quan l'Exèrcit Republicà Irlandès Provisional (IRA o PIRA) va detonar dues bombes de gelignita de 2,7 kg en dos pubs de Guildford, Surrey, Anglaterra. Els pubs eren l'objectiu perquè eren populars entre el personal de l'Exèrcit britànic de la caserna de Pirbright. Van morir quatre soldats i un civil, i seixanta-cinc persones van resultar ferides.
La bomba al Horse and Groom va esclatar a les 20:30h, matant a un civil, dos membres de la Guàrdia Escocesa i dos membres del Women's Royal Army Corps. El Seven Stars va ser evacuat després de la primera explosió, i una segona bomba hi va esclatar a les 21:00h mentre el propietari del pub i la seva esposa el registraven. El propietari va patir una fractura cranial, i la seva esposa una cama trencada, i cinc membres del personal i un client que acabava de sortir van rebre ferides menys greus.
Aquests atemptats van ser els primers d'una campanya d'un any de durada duta a terme per una unitat de servei actiu de l'IRA que es va conèixer com la Banda de Balcombe Street, a la qual la policia va detenir al desembre de 1975 després del setge de Balcombe Street, i que va conduir al seu judici i condemna per altres assassinats i delictes.

## Els Quatre de Guilford
Els atemptats es van produir en un punt àlgid del conflicte d'Irlanda del Nord, també conegut com The Troubles. La Policia Metropolitana estava sotmesa a una enorme pressió per a detenir als terroristes de l'IRA responsables dels atemptats a Anglaterra. El desembre de 1974, la policia va detenir a tres homes i una dona, coneguts posteriorment com els Quatre de Guildford. Un dels quatre, Gerry Conlon, estava a Londres en el moment dels atemptats, i havia visitat a la germana de la seva mare, Annie Maguire. Uns dies després de la detenció dels Quatre de Guildford, la Policia Metropolitana va detenir a Annie Maguire i a la seva família, inclòs el pare de Conlon, Patrick "Giuseppe" Conlon: els Set Maguire.
L'octubre de 1975 els Quatre de Guildford van ser condemnats injustament a llargues penes de presó com a autors dels atemptats, i el març de 1976 els Set Maguire van ser condemnats injustament per proporcionar material per a la fabricació de bombes i altres tipus de suport, a penes que oscil·laven entre els quatre i els catorze anys de presó.
Els Quatre de Guildford van romandre a la presó durant quinze anys, mentre que Giuseppe Conlon va morir quan estva a punt de complir el seu tercer any de presó. Totes les condemnes van ser anul·lades anys més tard en els tribunals d'apel·lació després de demostrar-se que les condemnes dels Quatre de Guildford s'havien basat en confessions obtingudes mitjançant tortura (igual que algunes confessions dels Set Maguire), mentre que les proves que exculpaven als Quatre no van ser comunicades per la policia.
Durant el judici de la banda de Balcombe Street al febrer de 1977, els quatre membres de l'IRA van donar instruccions als seus advocats perquè "cridessin l'atenció sobre el fet que quatre persones totalment innocents estaven complint condemnes massives" per tres atemptats amb bomba en Woolwich i Guildford. La banda de Balcombe Street mai va ser acusada d'aquests delictes. La pel·lícula de 1993 En el nom del pare està basada en aquests fets.